# Г'ю ле Диспенсер Молодший
Г'ю ле Диспенсер, а також Хьюг ле Деспенсер, відомий також як Диспенсер Молодший (англ. Hugh le Despenser/Despencer the Younger ; бл. 1285/1287 — 24 листопада 1326) — 1-й барон ле Диспенсер з 1314, барон Гламорган (за правом дружини) з 1317, королівський канцлер з 1318, фаворит короля Англії Едуарда II,

## Біографія

### Молоді роки
Г'ю походив з роду Диспенсерів. Його батько, Г'ю Старший, здібний адміністратор і дипломат, вірно служив королеві Едуарду I.
Точну дату народження Г'ю документально не встановлено.
У травні 1306 був освячений в лицарі. Того ж року одружився з Елінор де Клер (онукою короля Едуарда I). Однією з причин цього шлюбу було те, що король Едуард I заборгував Г'ю Старшому 2000 марок, а через цей шлюб боргове зобов'язання було залагоджено. Крім того, цей шлюб був нагородою Диспенсерам за лояльність.
Влітку 1314 року в битві при Беннокберні загинув Гілберт де Клер, який не залишив дітей. Спадкоємцями його великих володінь стали три сестри, в тому числі і Елеонор, а через неї — Г'ю Молодший, який успадкував Гламорган і ряд інших володінь в Уельсі . Крім того, 29 липня король дарував Г'ю баронський титул.
Користуючись благоволінням до нього короля, Г'ю в 1315 захопив замок Тонбридж, а в 1318 вбив Ллівеліна Брена — валлійського заручника, переданого йому на піклування.

### Диспенсери при владі
В 1318 Едуард II призначив Г'ю Молодшого королівським канцлером. Ставши придворним, Г'ю зміг домогтися уподобання Едуарда, витіснивши попереднього фаворита, Роджера д'Аморі .
У спадок його дружини входила третина колишніх володінь Клерів . Однак, бажаючи отримати всю спадщину, Г'ю Діспенсер Молодший, за повідомленням автора " Життєпису Едуарда Другого ", «підстроїв співспадкоємцям такі пастки», що кожен з них міг втратити спадщину, і тоді все графство перейшло б йому . В результаті в 1320 Г'ю захопив валлійські володіння, що належали Клер, ігноруючи права чоловіків свояків. Це викликало невдоволення баронів Валлійської марки, насамперед Роджера Мортімера, барона Вігмора, який побоювався за свої володіння.
До 1321 Диспенсери нажили собі безліч ворогів. В результаті в серпні 1321 барони домоглися вигнання Г'ю Старшого і Г'ю Молодшого.
Однак король Едуард зміг використати розбіжності серед баронів, щоб подолати опозицію. І вже в середині січня 1322 Диспенсери таємно повернулися, після того, як Едуард II почав військові дії проти опозиції. Офіційно король затвердив їхнє повернення 11 лютого. Батько та син підтримали репресії, які почав король після розгрому бунтівних баронів.
10 травня 1322 Г'ю Диспенсер Старший отримав титул графа Вінчестера. У результаті Диспенсери здобули необмежену владу, яку вони використали для збільшення особистого багатства. На різні посади вони призначали своїх прихильників.

### Повалення та страта
Правління Диспенсерів викликало невдоволення. Сильну ворожість до них відчувала і дружина Едуарда II, Ізабелла, оскільки сильно ревнувала, вважаючи відносини Едуарда II і Г'ю любовними. Весною 1325 вона вирушила до Франції, де королем був її брат Карл IV . Там вона зустрілася з Роджером Мортімером, який став її коханцем. Відмовившись повертатися в Англію, звинуватила Г'ю Діспенсера Молодшого в гомосексуальних зв'язках з королем і заявила, що не повернеться, «поки що між нею та її чоловіком стоятиме третя особа», маючи на увазі Г'ю Діспенсера Молодшого. З цього часу вонапочала одягалася як вдова, стверджуючи, що Діспенсер знищив її шлюб з Едуардом. Крім того, Ізабелла почала листуватися з незадоволеними  Едуардом і Диспенсерами баронами, готуючи вторгнення до Англії. Заручивши принца Едуарда з дочкою графа Ено Вільгельма, вона отримала можливість найняти найманців.
Вторгнення почалося у вересні 1326 року. На бік Ізабелли та Мортімера перейшли багато англійських баронів. Армія Ізабелли 2 жовтня досягла Оксфорда, де її «зустрічали як рятівницю». Того ж дня Едуард покинув Лондон і подався на захід у бік Уельсу. Його супроводжував Г'ю Молодший.
Однак 16 листопада короля та його фаворита було виявлено і взято під варту біля Ллантризанта. Г'ю Молодший був страчений 24 листопада 1326 в Херефорді. Його повісили як злодія, оскопили і четвертували, після чого відправили частини тіла до найбільших міст Англії. 27 жовтня в Брістолі було страчено його батька, Г'ю Діспенсера Старшого. Володіння Диспенсерів було конфісковано, а титул скасовано.
В 1338 році, старшому синові Г'ю було повернено титул барона Диспенсера.

## Сім'я
Дружина
Елінор де Клер (бл. 1292 — 30 червня 1337) з 1306 (після 14 червня, Вестмінстер), дочка Гілберта де Клера, 7-го графа Хертфорда і 4-го графа Глостера, та англійської принцеси Джоанни Аккської, дочки Едуарда І. 
Діти
- Г'ю (1308 — 8 лютого 1349), 2/4-й барон ле Диспенсер з 1338
- Жільбер (бл. 1309—1381), Диспенсер з Мелтон Моубрей
- Едвард (бл. 1310 — 30 вересня 1342), лицар
- Джон (бл. 1311 — червень 1336)
- Ізабель (бл. 1312—1356); чоловік: з 1321 (анульовано в 1344) Річард Фіцалан (бл. 1313 — 24 січня 1376), 10-й граф Арундел
- Елінор (бл. 1315—1351), черниця Семпрінгхемського монастиря
- Джоан (бл. 1317—1384), черниця абатства Шефтсбері
- Маргарет (бл. 1319—1337), черниця Веттонського монастиря
- Елізабет (бл. 1325 — 13 липня 1389); чоловік: з 1338 Моріс де Берклі (1330 — 8 червня 1368), 4-й барон Берклі